# Xiaodian
Xiaodian (chinesisch 小店区, Pinyin Xiǎodiàn Qū) ist ein chinesischer Stadtbezirk, der zum Verwaltungsgebiet der bezirksfreien Stadt Taiyuan, der Hauptstadt der Provinz Shanxi, gehört. Er hat eine Fläche von 290 km² und zählt 1.357.242 Einwohner (Stand: Zensus 2020).

## Administrative Gliederung
Auf Gemeindeebene setzt sich der Stadtbezirk aus sechs Straßenvierteln, einer Großgemeinde und zwei Gemeinden zusammen. 